# Nemopalpus capensis
Nemopalpus capensis är en tvåvingeart som först beskrevs av Edwards 1929.  Nemopalpus capensis ingår i släktet Nemopalpus och familjen fjärilsmyggor. Inga underarter finns listade i Catalogue of Life.